# Prix du meilleur jeune économiste de France
Le prix du meilleur jeune économiste est un prix décerné tous les ans, depuis 2000, par Le Monde et le Cercle des économistes, à un économiste français de moins de 41 ans issu du monde universitaire ou des grandes écoles, en France ou à l’étranger, dont les travaux présentent un caractère appliqué et qui permettent de promouvoir le débat public. 
Au-delà de leur production académique, les candidats doivent mettre en avant leur contribution à la politique économique ou à la prise de décision parmi les acteurs privés ou publics, en débordant éventuellement vers d’autres sciences sociales.

## Déroulement
Chaque année un appel à candidature est publié dans Le Monde. Les candidats doivent adresser au Cercle des économistes, outre un CV détaillé, les cinq publications leur paraissant les plus représentatives de leur production scientifique, ainsi qu'une note de synthèse soulignant l’intérêt et l’originalité de leurs apports.
Sur cette base, les membres du Cercle évaluent les dossiers. Le jury, présidé par Hippolyte d'Albis et associant à parité les représentants du Cercle des économistes et du Monde, attribue le prix et décerne trois nominations. 

## Lauréats
| Année | Récipiendaire              | Institution (à la réception)                                                      | Alma mater (doctorat / PhD)                                               | Prix Nobel |
| ----- | -------------------------- | --------------------------------------------------------------------------------- | ------------------------------------------------------------------------- | ---------- |
| 2000  | Agnès Bénassy-Quéré        | Université Paris-Nanterre                                                         | Université Paris-Dauphine                                                 |            |
| 2000  | Bruno Amable               | Université Lille-II                                                               | EHESS                                                                     |            |
| 2001  | Pierre Cahuc               | Université Paris 1 Panthéon-Sorbonne                                              | Université Paris 1 Panthéon-Sorbonne                                      |            |
| 2002  | Philippe Martin            | Federal Reserve Bank of New York                                                  | Université de Georgetown                                                  |            |
| 2002  | Thomas Piketty             | EHESS                                                                             | EHESS London School of Economics                                          |            |
| 2003  | Pierre-Cyrille Hautcœur    | Université Paris 1 Panthéon-Sorbonne                                              | Université Paris 1 Panthéon-Sorbonne                                      |            |
| 2004  | David Martimort            | Université de Toulouse                                                            | Université de Toulouse                                                    |            |
| 2005  | Esther Duflo               | MIT                                                                               | MIT                                                                       | 2019       |
| 2005  | Elyès Jouini               | Université Paris Dauphine                                                         | Université Paris 1 Panthéon-Sorbonne                                      |            |
| 2006  | Thierry Mayer              | Université Paris-Sud Paris School of Economics                                    | Université Paris 1 Panthéon-Sorbonne                                      |            |
| 2006  | Étienne Wasmer             | Science Po                                                                        | London School of Economics                                                |            |
| 2007  | David Thesmar              | HEC Paris                                                                         | EHESS                                                                     |            |
| 2008  | Pierre-Olivier Gourinchas  | Université de Californie à Berkeley                                               | MIT                                                                       |            |
| 2009  | Yann Algan                 | Sciences Po                                                                       | Université Paris 1 Panthéon-Sorbonne Université de Californie à San Diego |            |
| 2009  | Thomas Philippon           | Stern School of Business                                                          | MIT                                                                       |            |
| 2010  | Emmanuel Saez              | Université de Californie à Berkeley                                               | MIT                                                                       |            |
| 2011  | Xavier Gabaix              | Stern School of Business                                                          | Université Harvard                                                        |            |
| 2012  | Hippolyte d'Albis          | Paris School of Economics                                                         | Université Paris 1 Panthéon-Sorbonne                                      |            |
| 2013  | Emmanuel Farhi             | Université Harvard Toulouse School of Economics                                   | MIT                                                                       |            |
| 2014  | Augustin Landier           | Toulouse School of Economics                                                      | MIT                                                                       |            |
| 2015  | Pascaline Dupas            | Université Stanford                                                               | EHESS                                                                     |            |
| 2016  | Camille Landais            | London School of Economics                                                        | Paris School of Economics / EHESS                                         |            |
| 2017  | Antoine Bozio              | Paris School of Economics EHESS Institute for Fiscal Studies                      | EHESS                                                                     |            |
| 2018  | Gabriel Zucman             | Université de Californie à Berkeley                                               | Paris School of Economics / EHESS                                         |            |
| 2019  | Stefanie Stantcheva        | Université Harvard                                                                | MIT                                                                       |            |
| 2020  | Isabelle Méjean            | École polytechnique                                                               | Paris School of Economics                                                 |            |
| 2021  | Xavier Jaravel             | London School of Economics                                                        | Université Harvard                                                        |            |
| 2022  | Eric Monnet                | Paris School of Economics / EHESS Chaire Souveraineté monétaire et mondialisation | Paris School of Economics / EHESS                                         |            |
| 2023  | Julia Cagé et Vincent Pons | Sciences Po / Harvard Business School                                             | Harvard / MIT                                                             |            |
| 2024  | Alexandra Roulet           | Institut européen d'administration des affaires                                   | Harvard                                                                   |            |
| 2025  | Antonin Bergeaud           | HEC Paris                                                                         | Paris School of Economics / EHESS                                         |            |

## Nommés
- 2000 : Bernard Bensaid, Bruno Biais, Pierre Cahuc (lauréat 2001), Marc Flandreau, Pierre-Cyrille Hautcœur (lauréat 2003), Thomas Piketty (lauréat 2002), Gilles Saint-Paul et Laurence Scialom
- 2001 : Philippe Martin (lauréat 2002), Thomas Piketty (lauréat 2002), Bruno Biais et Marc Flandreau
- 2002 : Philippe Askenazy, Emmanuelle Auriol, Olivier Jeanne,  Bernard Salanié
- 2003 : Philippe Askenazy ; Esther Duflo (lauréate ex æquo en 2005)
- 2004 : Pierre-Yves Geoffard ; Thierry Mayer (lauréat ex aequo du prix 2006) ; Étienne Wasmer (lauréat ex aequo du prix 2006)
- 2005 : Benoît Cœuré ; Benoît Mojon
- 2006 : Fabien Postel-Vinay ; Hélène Rey ; Emmanuel Saez (lauréat 2010)
- 2007 : Xavier Debrun ; Pierre-Olivier Gourinchas (lauréat 2008) ; Valérie Mignon
- 2008 : Yann Algan (lauréat 2009) ; Philippe Choné ; Thibault Gajdos
- 2009 : Emmanuel Farhi professeur assistant d'économie à Harvard (lauréat 2013) ; Gaël Giraud membre de l'École d'économie de Paris et professeur affilié à l'ESCP-EAP en économie et finance.
- 2010 : Patricia Crifo, diplômée de l’ENS Cachan et enseignante à Paris-X ; Alfred Galichon, professeur chargé de cours à Polytechnique ; Romain Rancière professeur à l'Ecole d’économie de Paris.
- 2011 : Etienne Lehmann, Guillaume Plantin et Mathias Thoenig.
- 2012 : Arnaud Costinot, professeur assistant au Massachusetts Institute of Technology (MIT) ; Pascaline Dupas, professeure assistante à l'université Stanford (Californie) (lauréate 2015) ; Augustin Landier, professeur à l'université de Toulouse[3] (lauréat 2014)
- 2013 : Laurent Gobillon, Yann Bramoullé et Nicolas Jacquemet
- 2014 : Antoine Bozio (lauréat 2017), Élise Huillery et Matthieu Bussière[5]
- 2015 : Olivier Bargain, Luc Behaghel,  Édouard Challe
- 2016 : Nicolas Cœurdacier, Marc Ferracci, Grégory Ponthière
- 2017 : Nicolas Baumard, Thomas Chaney, Isabelle Méjean (lauréate 2020)
- 2018 : Xavier Chojnicki, David Hémous et Stefanie Stantcheva (lauréate 2019)
- 2019 : Thomas Breda, Julia Cagé (lauréate 2023), Mathieu Couttenier
- 2020 : Virgile Chassagnon, Xavier Jaravel (lauréat 2021), Eric Monnet (lauréat 2022)
- 2021 : Aurélie Ouss, Vincent Pons (lauréat 2023), Josselin Thuilliez
- 2022 : Clément de Chaisemartin, Clément Malgouyres, Alexandra Roulet (lauréate 2024)
- 2023 : Pierre Boyer, Mathias Reynaert et Pauline Rossi
- 2024 : Antonin Bergeaud (lauréat 2025), Fanny Henriet, Benjamin Marx
- 2025 : Adrien Bilal, Lauriane Mouysset et Mathieu Parenti